# Stadion 1. máje Rungrado
Stadion 1. máje Rungrado je sportovní stadion v severokorejském hlavním městě Pchjongjangu. Je pojmenován podle Svátku práce a podle ostrova Rungrado na řece Tedong, na kterém leží. Byl otevřen v roce 1989 při příležitosti pořádání Světového festivalu mládeže a studentstva. S kapacitou okolo 150 000 diváků je pokládán za největší stadion světa poté, co se přestal používat Velký strahovský stadion a rekonstrukce snížila kapacitu Estádio do Maracanã. Střecha stadionu je tvořena šestnácti obloukovitými segmenty, které shora vytvářejí tvar květiny. Stadion je vysoký 60 metrů a zaujímá plochu 22 500 m². Hraje zde své domácí zápasy severokorejská fotbalová reprezentace, také se na ploše pořádají masová cvičení zvaná arirang a politické manifestace. V dubnu 1995 se na stadionu konala wrestlingová exhibice Collision in Korea, na níž byla údajně kapacita překročena, když přišlo 190 000 návštěvníků, což je nejvyšší počet v dějinách wrestlingu.